# リヴトラスト
株式会社リヴトラストは、東京都千代田区丸の内に本社を置く不動産会社である。

## 概要
首都圏での投資用マンション販売事業を主力に、資産運用・住宅ローン・生命保険業務に関するコンサルティングを行っている。
独身女性をターゲットとした新築分譲マンション「リヴシティ」を展開している。

## 沿革
- 2007年（平成19年） - 東京都新宿区に株式会社リヴトラストを設立
- 2008年（平成20年） - コールセンター発足
- 2009年（平成21年） - 本社を東京都港区六本木に移転
- 2023年（令和5年） - 本社を東京都千代田区丸の内に移転

## 関連会社
- 株式会社リヴ
- 株式会社リヴシステム
- 株式会社リヴビルディング
- 株式会社レジラボ
- 株式会社リヴサービス
- 株式会社Lankuuno
- 有限会社アン・インプレッション
- 株式会社リヴホールディングス
- 株式会社中央建物管理